# James Gascoyne-Cecil (4e marquis de Salisbury)
James Edward Hubert Gascoyne-Cecil, 4e marquis de Salisbury, (23 octobre 1861-4 avril 1947), connu sous le nom de vicomte Cranborne de 1868 à 1903, est un homme d'État britannique.

## Jeunesse et éducation
Né à Londres, il est le fils aîné de Robert Gascoyne-Cecil, 3e marquis de Salisbury qui est Premier ministre britannique, et de son épouse Georgina Alderson. William Cecil (évêque), lord Cecil de Chelwood et lord Quickswood sont ses plus jeunes frères et le premier ministre Arthur Balfour son cousin germain. Il fait ses études au Collège d'Eton et à l'University College d'Oxford, où il obtient son baccalauréat en 1885.

## Carrière politique
Il commence sa vie publique tôt, accompagnant son père à la Conférence de Constantinople de 1876–1877 et un an plus tard au Congrès de Berlin.
Il siège comme député conservateur de Darwen, alors appelé North-East Lancashire, de 1885 à 1892. Il perd son siège aux Élections générales britanniques de 1892. Il est élu pour Rochester lors d'une élection partielle en 1893, y demeurant député jusqu'en 1903, date à laquelle il succède à son père et entre à la Chambre des lords.
Il est lieutenant-colonel du 4e bataillon (milice) Bedfordshire Regiment (anciennement la Hertfordshire Militia) le 29 octobre 1892, et dirige le bataillon en service actif en Afrique du Sud de mars à novembre 1900, pendant le Seconde guerre des Boers. Le bataillon, composé de 24 officiers et 483 hommes, quitte Queenstown le 27 février dans le transport Goorkha, avec Lord Cranborne comme officier supérieur arrivant au Cap le mois suivant. Il reçoit la Médaille de la Reine pour l'Afrique du Sud et est nommé Compagnon de l'Ordre du Bain (CB) pour ses services pendant la guerre. En juillet 1902, il reçoit la citoyenneté d'honneur de l'arrondissement de Hertford en reconnaissance de son service pendant la guerre. Après la mort de son père, il est promu colonel du bataillon. Il est également colonel du Hertfordshire Volunteer Regiment et du 4e bataillon Essex Regiment. Lord Salisbury est aide de camp d'Édouard VII et de George V jusqu'en 1929.
Il sert sous son père puis son cousin Arthur Balfour comme sous-secrétaire d'État parlementaire aux Affaires étrangères de 1900 à 1903, sous Balfour comme Lord du sceau privé de 1903 à 1905, et comme Président de la Chambre de commerce en 1905. En 1903, il est admis au Conseil privé. En décembre 1908, il est nommé sous-lieutenant du Hertfordshire. À partir de 1906, à la suite de son oncle, il est président de la Canterbury House of Laymen.
Il joue un rôle de premier plan en s'opposant au budget du peuple de David Lloyd George et à la loi du Parlement de 1911. En 1917, il est fait chevalier de la jarretière. Il est revenu au gouvernement dans les années 1920 et sert sous Andrew Bonar Law et Stanley Baldwin comme Chancelier du duché de Lancastre de 1922 à 1923, comme lord président du Conseil de 1922 à 1924, comme Lord du sceau privé de 1924 à 1929 et comme Leader de la Chambre des lords de 1925 à 1929. Il démissionne de son poste de chef des pairs conservateurs en juin 1931 et devient l'un des opposants les plus éminents au régime d'autonomie de l'Inde chez les Lords, soutenant la campagne menée à la Chambre des communes par Winston Churchill contre la législation régissant le régime d'autonomie.
Lord Salisbury est un membre engagé et enthousiaste de l'armée territoriale. Colonel honoraire du 86th East Anglians et Hertfordshire Yeomanry Brigade. Il est également colonel honoraire de la Royal Field Artillery du détachement territorial et de la 48th South Midland Division Royal Engineers (TA).
Il fait partie de deux délégations parlementaires qui ont appelé le Premier ministre, Stanley Baldwin, et le chancelier de l'Échiquier, Neville Chamberlain, à l'automne 1936 pour leur faire des remontrances sur la lenteur du réarmement britannique face à la menace croissante de l'Allemagne nazie. La délégation est dirigée par Austen Chamberlain, ancien ministre des Affaires étrangères et ses principaux orateurs sont Winston Churchill, Leo Amery et Roger Keyes. Le marquis de Salisbury est Lord grand intendant lors du couronnement du roi George VI et de la reine Elizabeth en 1937.

## Mariage et enfants
Lord Salisbury épouse Cicely Alice Gore (née le 15 juillet 1867, décédée le 5 février 1955), deuxième fille d'Arthur Gore (5e comte d'Arran), le 17 mai 1887 à l'Église Sainte-Marguerite de Westminster. Entre 1907 et 1910, elle est dame de la chambre à coucher de la reine Alexandra ; en outre, elle est nommée officier de l'Ordre de Saint-Jean de Jérusalem et juge de paix pour le Hertfordshire.
Le couple a quatre enfants :
- Beatrice Edith Mildred Gascoyne-Cecil (née le 10 août 1891, décédée en 1980), épouse William Ormsby-Gore (4e baron Harlech).
- Robert Gascoyne-Cecil (5e marquis de Salisbury) (né le 27 août 1893, mort le 23 février 1972).
- Mary Alice Gascoyne-Cecil (née le 29 juillet 1895, décédée le 24 décembre 1988), épouse Edward Cavendish (10e duc de Devonshire).
- Edward Christian David Gascoyne-Cecil (en), CH (connu sous le nom de Lord David Cecil) (né le 9 avril 1902, mort le 1er janvier 1986).

Lord Salisbury est décédé en avril 1947, à 85 ans, et est remplacé par son fils aîné, Robert. La marquise de Salisbury est décédée en février 1955.
Il est le grand-père de l'acteur Jonathan Cecil (en), fils de son plus jeune fils, David.

## Distinctions
- Compagnon de l'ordre du Bain
- Chevalier grand-croix de l'ordre royal de Victoria
- Ordre de la Jarretière